# Keane (glazbeni sastav)

Keane je engleski rock sastav iz Battlea. Osnovan je 1995. godine. Grupu danas čine Tim Rice-Oxley (piano, sintesajzer, pozadinski vokal), Richard Hughes (bubnjevi, perkusije, pozadinski vokal), Jesse Quin (bas-gitara, akustična i električna gitara, pozadinski vokal) i Tom Chaplin (vodeći vokal, akustična i električna gitara). Originalnu grupu činio je osnivač, gitarist Dominic Scott koji je sastav napustio 2001.
Sastav je nosio naziv The Lotus Eaters (1995. – 1997.) i Cherry Keane (1997.).

## Diskografija
- Hopes and Fears (2004.)
- Live Recordings 2004 (2005.)
- Under the Iron Sea (2006.)
- Live 06 (2006.)
- Perfect Symmetry (2008.)
- Retrospective EP 1: Everybody's Changing  (2008.)
- Live Recordings: European Tour 2008 (2008.)
- The Cherrytree Sessions  (2009.)
- Night Train (2010.)
- Retrospective EP 2: Sunshine (2010.)
- iTunes Festival: London 2010
- Strangeland (2012.)
- Amazon Artist Lounge: Keane Live from London (2013.)
- The Best of Keane (2013.)

## Koncertne turneje
- Hopes and Fears Tour (2004. – 2005.)
- Under the Iron Sea Tour (2006. – 2007.)
- Perfect Symmetry World Tour (2008. – 2009.)
- Night Train Tour (2010.)
- Strangeland Tour (2012. – 2013.)

## Vanjske poveznice
- Službena stranica